# Кара, Айрин
Айрин (Ирен) Кара (англ. Irene Cara; 18 марта 1959[…], Бронкс, Нью-Йорк, США или Нью-Йорк, Нью-Йорк — 25 ноября 2022, Ларго, Флорида, США) — американская актриса и певица 1980-х годов. Лауреат премий «Оскар», «Золотой глобус» и «Грэмми».

## Биография
Родилась 18 марта 1959 года в Бронксе (Нью-Йорк, США), полное имя Irene Cara Escalera Её отец Гаспар Кара был пуэрториканцем, а мать, Луиза, имела кубинские корни. У Айрин было двое братьев и две сестры. В возрасте трёх лет она вошла в число пяти финалистов конкурса "Little Miss America", а в пять лет уже играла одним пальцем на пианино. Затем серьёзно изучала музыку, танцы и актёрское искусство, в 1970-х годах участвовала в бродвейских постановках, в телесериалах и шоу.
В 1986—1991 гг. была замужем за голливудским каскадёром Конрадом Палмизано.
За участие в фильме «Слава» в 1981 году была номинирована на премию «Золотой глобус» в номинации «Лучшая женская роль в музыкальном фильме». Получила премию «Image» Национальной ассоциации содействия прогрессу цветного населения (NAACP) 1982 года за исполнение роли Сисси Лавджой в телефильме «Сестра, сестра». Пик карьеры наступил для неё в 1983 году, когда она записала титульную песню для фильма «Танец-вспышка» (англ. Flashdance): «Flashdance... What a Feeling», которую она написала в соавторстве с Джорджо Мородером и Китом Форси. Кара написала слова в тот момент, когда ехала в нью-йоркскую студию в автомобиле вместе с Форси, а Мородер сочинил музыку. В 1983—1984 гг выиграла несколько престижных музыкальных наград:
- премию «Оскар» за лучшую песню к фильму (1983)[7]
- премию Грэмми за лучший женский поп-вокал (1984)
- «Золотой глобус» за лучшую оригинальную песню (1984)
- премию «Выбор народа» за лучшую песню из кинофильма (1984)[8]
- American Music Award в категориях Best R&B Female Artist и Best Pop Single of the Year[источник не указан 5199 дней].

Кара умерла в своём доме во Флориде 25 ноября 2022 года в возрасте 63 лет.

## Дискография

### Студийные альбомы
| Год  | Альбом                                                                                                 | Позиция в чарте | Позиция в чарте | Позиция в чарте | Позиция в чарте | Позиция в чарте | Позиция в чарте | Позиция в чарте | Позиция в чарте | Сертификация (продажи) |
| Год  | Альбом                                                                                                 | US              | AUS             | CAN             | AUT             | GER             | SWI             | UK              | JP              | Сертификация (продажи) |
| ---- | --- | --------------- | --------------- | --------------- | --------------- | --------------- | --------------- | --------------- | --------------- | ---------------------- |
| 1968 | Ésta es Irene - Gema Records                                                                           | —               | —               | —               | —               | —               | —               | —               | —               |                        |
| 1982 | Anyone Can See - 1982 - Форматы: CD, Cassette - Label: Universal Music                                 | 76              | NA              | NA              | —               | —               | —               | -               | —               |                        |
| 1983 | What a Feelin' - 1983 - Форматы: CD, Cassette - Label: Universal Music                                 | 77              | NA              | NA              | -               | 29              | 8               | -               | NA              |                        |
| 1987 | Carasmatic - 1987 - Форматы: CD, Cassette - Label: Elektra Records                                     | -               | -               | -               | -               | -               | -               | -               | -               |                        |
| 2011 | Irene Cara presents: Hot Caramel - 2011 - Форматы: CD, Digital - Label: Caramel Productions Music Inc. | —               | —               | —               | —               | —               | —               | —               | —               |                        |

### Саундтреки
| Год  | Альбом                             |
| ---- | ---------------------------------- |
| 1980 | Fame                               |
| 1983 | Flashdance... What a Feeling       |
| 1984 | D.C. Cab Soundtrack                |
| 1985 | City Heat Soundtrack               |
| 1989 | All Dogs Go to Heaven Soundtrack   |
| 1991 | China Cry Soundtrack               |
| 2007 | Downtown: A Street Tale Soundtrack |

### Синглы
| Год                                     | Сингл                               | Высшая позиция в чарте | Высшая позиция в чарте | Высшая позиция в чарте | Высшая позиция в чарте | Высшая позиция в чарте | Высшая позиция в чарте | Высшая позиция в чарте | Высшая позиция в чарте | Высшая позиция в чарте | Альбом                               |
| Год                                     | Сингл                               | US                     | US Dance               | US AC                  | UK                     | AUT                    | GER                    | NED                    | NOR                    | SWI                    | Альбом                               |
| --------------------------------------- | ----------------------------------- | ---------------------- | ---------------------- | ---------------------- | ---------------------- | ---------------------- | ---------------------- | ---------------------- | ---------------------- | ---------------------- | ------------------------------------ |
| 1980                                    | «Fame»                              | 4                      | 1                      | —                      | 1                      | —                      | —                      | 1                      | —                      | —                      | Fame (soundtrack)                    |
| 1980                                    | «Out Here on My Own»                | 19                     | —                      | 20                     | 58                     | —                      | —                      | —                      | —                      | —                      | Fame (soundtrack)                    |
| 1981                                    | «Anyone Can See»                    | 42                     | —                      | —                      | —                      | —                      | —                      | —                      | —                      | —                      | Anyone Can See                       |
| 1981                                    | «My Baby (He’s Something Else)»     | —                      | —                      | —                      | —                      | —                      | —                      | —                      | —                      | —                      | Anyone Can See                       |
| 1983                                    | «Flashdance... What a Feeling»      | 1                      | 1                      | 4                      | 2                      | 4                      | 3                      | 17                     | 1                      | 1                      | What a Feelin'                       |
| 1983                                    | «Why Me»                            | 13                     | 7                      | —                      | 86                     | —                      | 17                     | —                      | 5                      | 4                      | What a Feelin'                       |
| 1983                                    | «The Dream (Hold on to Your Dream)» | 37                     | 26                     | —                      | —                      | —                      | —                      | —                      | —                      | —                      | What a Feelin'                       |
| 1984                                    | «Breakdance»                        | 8                      | 13                     | —                      | 88                     | —                      | n/a                    | —                      | —                      | 20                     | What a Feelin'                       |
| 1984                                    | «You Were Made for Me»              | 78                     | —                      | 10                     | —                      | —                      | —                      | —                      | —                      | —                      | What a Feelin'                       |
| 1987                                    | «Girlfriends»                       | —                      | —                      | —                      | —                      | —                      | —                      | —                      | —                      | —                      | Carasmatic                           |
| 1988                                    | «I Can Fly»                         | —                      | —                      | —                      | —                      | —                      | —                      | —                      | —                      | —                      | Non-album song                       |
| 1995                                    | «Rhythm of My Life»                 | —                      | —                      | —                      | —                      | —                      | —                      | —                      | —                      | —                      | Precarious 90’s                      |
| 1996                                    | «You Need Me»                       | —                      | —                      | —                      | —                      | —                      | —                      | —                      | —                      | —                      | Precarious 90’s                      |
| 1997                                    | «All My Heart»                      | —                      | —                      | —                      | —                      | —                      | —                      | —                      | —                      | —                      | Precarious 90’s                      |
| 2001                                    | «What a Feeling» (with DJ BoBo)     | —                      | —                      | —                      | —                      | 11                     | 3                      | —                      | —                      | 2                      | Non-album song                       |
| 2006                                    | «Forever My Love»                   | —                      | —                      | —                      | —                      | —                      | —                      | —                      | —                      | —                      | Gay Happening Vol. 12                |
| 2007                                    | «Downtown»                          | —                      | —                      | —                      | —                      | —                      | —                      | —                      | —                      | —                      | Downtown: A Street Tale (soundtrack) |
| «—» denotes releases that did not chart |                                     |                        |                        |                        |                        |                        |                        |                        |                        |                        |                                      |

## Фильмография
- Aaron Loves Angela (1975)
- Apple Pie (1976)
- Sparkle (1976)
- Слава (1980)
- Killing 'em Softly (1982)
- Вашингтонское такси (1983)
- City Heat (1984)
- Ужасная ошибка (1985)
- Busted Up (1986)
- Caged In Paradiso (1990)
- China Cry (1991) (только пение)
- The Magic Voyage (1992) (озвучивание)
- Белоснежка 2: И жили они счастливо (1993) (озвучивание)
- Downtown: A Street Tale (2007)

## Телевизионные работы
- en:Love of Life
- The Electric Company
- en:What's Happening!! sea.2, ep.1 «Rerun Gets Married»
- en:Roots: The Next Generations
- en:Guyana Tragedy: The Story of Jim Jones
- Sister, Sister
- en:For Us the Living: The Medgar Evers Story
- Bustin' Loose
- en:Gabriel's Fire
- Gone Country Season 2

## Награды и номинации
| Год  | Награда             | Категория                                                           | Номинируемая работа                                                       | Результат |
| ---- | ------------------- | ------------------------------------------------------------------- | ------------------------------------------------------------------------- | --------- |
| 1980 | Golden Globe Awards | Премия «Золотой глобус» за лучшую женскую роль — комедия или мюзикл | Fame                                                                      | Номинация |
| 1983 | Golden Globe Awards | Премия «Золотой глобус» за лучшую песню                             | «Flashdance… What a Feeling» (совместно с Giorgio Moroder и Keith Forsey) | Победа    |
| 1983 | Academy Awards      | Премия «Оскар» за лучшую песню к фильму                             | «Flashdance… What a Feeling» (совместно с Giorgio Moroder и Keith Forsey) | Победа    |
| 1984 | Grammy Awards       | Премия «Грэмми» за лучший саундтрек для визуальных медиа            | Flashdance (Soundtrack) (совместно с другими авторами)                    | Победа    |